# Casa Pau Maria Tintoré
La Casa Pau Maria Tintoré és un edifici situat al carrer de la Junta de Comerç, 19 de Barcelona, catalogat com bé amb elements d'interès (categoria C).

## Història

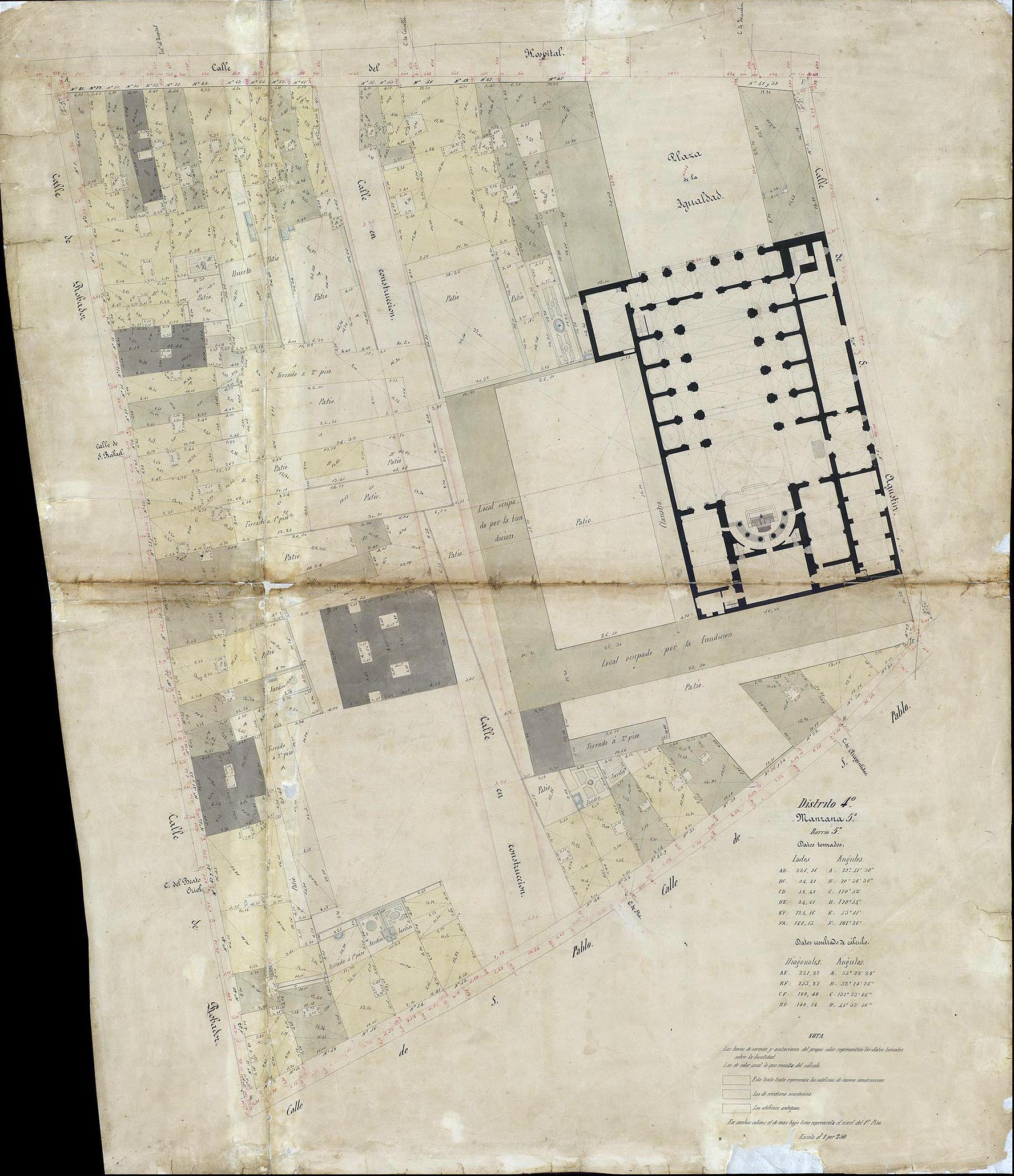
Quarteró núm. 96 de Garriga i Roca (c. 1861)

El 1859 es va aprovar l'obertura del nou carrer de Mendizábal (actualment Junta de Comerç), i el 10 de març del 1860, els propietaris dels terrenys afectats van signar una escriptura notarial on feien constar que la profunditat edificable hauria de ser de 130 pams, limitant l'alçada permesa de les construccions de l'interior d'illa a 24 pams més 9 de la barana.
Un cop centralitzades les seves operacions als tallers de la Barceloneta, la societat anònima La Maquinista Terrestre y Marítima, propietària de l'antic convent de Sant Agustí Nou, va decidir enderrocar-lo i parcel·lar-ne el solar, i el 1862, el comerciant Martí Arolas, un dels seus directors, va vendre els solars 8, 9 i 10 al navilier Pau Maria Tintoré i Pastor (Tarragona, 1811-Madrid, 1880), que l'any següent va encarregar el projecte d'un nou edifici al mestre d'obres Josep Valls i Galí. Fins a finals de segle hi hagué el despatx de la seva companyia (Pau Maria Tintoré i Cia), al capdavant de la qual fou succeït el 1872 pel seu nebot Joaquim Maria Tintoré i Mercader.

## Descripció
Consta de planta baixa, quatre pisos i terrat transitable. La composició de la façana s'organitza amb  cinc eixos d'obertures d'arc rebaixat i balcons de llosana de pedra sobre mènsules, corregut a la planta primera i individuals a la resta, tots amb barana de ferro. El parament és d'estuc imitant un encoixinat de carreus als baixos, i la façana es tanca amb una cornisa.
El fons de la parcel·la comprèn una part de l'ala del claustre de l'antic convent fins al primer pis, quedant la resta per a la parròquia.